# Nicollide and the Carmic Retribution
Nicollide and the Carmic Retribution är ett studioalbum av Nicolai Dunger, släppt 2008.

## Låtlista
1. "10th Anniversary Collide" - 5:54
2. "Been Cheating" - 3:44
3. "Holy Communion Box" - 3:25
4. "Retribution" - 2:01
5. "Too Free to Be Gone" - 4:18
6. "Our Filmscore" - 2:44
7. "Wind Serenade" - 3:08
8. "Children (Outro) -" - 0:25
9. "Children Gathering" - 1:38
10. "Lifelong Song" - 2:01
11. "I Love You Only" - 3:24
12. "Our River Scores" - 2:19
13. "There's a Room" - 2:29
14. "Picking Up the Pieces - 3:58"